# Kyllburgweiler
Kyllburgweiler település Németországban, Rajna-vidék-Pfalz tartományban. Lakosainak száma 97 fő (2023. december 31.).

## Népesség
A település népességének változása:
| Lakosok száma | 126  | 113  | 111  | 109  | 105  | 100  | 97   |
|               | 1975 | 2014 | 2017 | 2019 | 2021 | 2022 | 2023 |